# جمية أسدية
الجُمِية الأسدية (باللاتينية: Phacelia leonis) نوع نباتي ينتمي إلى جنس الجمية من الفصيلة الحمحمية.
موطنها الساحل الغربي للولايات المتحدة حيث تنتشر في ولاية أوريغون وشمال ولاية كاليفورنيا.